# Punkteur
Punkteur ist eine Tätigkeitsbezeichnung im (Stein-)Bildhauerhandwerk. Ein Punkteur überträgt maßstabsgerecht Fixpunkte eines Modells auf einen zu bearbeitenden Block aus Holz oder Stein mit Verfahren wie einem Punktiergerät oder der Drei-Zirkelmethode.
1841 wurde einem Punkteur in Oberbayern auf Befehl König Ludwigs I. das Ausstellen einer Lizenz verweigert, da seine Tätigkeit zwar der Bildhauerkunst zuzurechnen sei, nicht aber dem Steinmetzhandwerk. Sie eigne sich zudem nicht als selbstständiges Gewerbe wegen der Abhängigkeit von den Anweisungen des Bildhauers. Dennoch wurde ihm erlaubt, ohne besondere Lizenz zu praktizieren.
Der spätere Schweizer Bildhauer Paul Burkhard arbeitete vor seinem Studium an der Münchner Akademie der Künste von 1905 bis 1913 als Punkteur.